# Poliglutamilacija
Poliglutamilacija je forma reverzibilne posttranslacione modifikacije glutamatnih ostataka koja je zapažena na primer kod alfa i beta tubulina, nukleozomnih strukturnih proteina NAP1 i NAP2. γ-karboksilna grupa glutamata može da formira vezu sličnu peptidnoj sa amino grupom slobodnog glutamata čija α-karboksilna grupa može zatim da bude produžena u pologlutamatni lanac. Glutamilacija se izvodi enzimom glutamilaza, a suprotna reakcija deglutamilazom.
Poliglutamilacija sa dužinom lanca od aminokiselina se javlja na pojedinim glutamatima blizo C terminusa većine glavnih formi tubulina. Ti ostaci, mada direktno ne učestvuju u vezivanju, uzrokuju konformaciona pomeranja koja regulišu vezivanje za mikrotubule vezanih proteina (MAP i Tau) i motora.